# Mijten
Mijten of Acariformes zijn kleine geleedpotigen met een lichaam dat niet duidelijk in twee, zoals bij spinnen, of drie, zoals bij insecten, geledingen is gedeeld. Samen met de teken vormen ze de onderklasse Acari. Men onderscheidt 546 families met meer dan 45.000 soorten, waarvan er circa 2500 in het water leven, en 10.000 parasitair zijn. Men schat dat het grootste deel van de mijtensoorten nog niet wetenschappelijk beschreven is. Ze verschillen in lichaamsvormen en leefwijze soms sterk van elkaar.
De acarologie is de tak van de arachnologie, die zich bezighoudt met de studie van mijten en teken.

## Kenmerken
Verreweg de meeste mijten zijn micro-organismen, ze zijn, met hun grootte van minder dan 0,1 tot 1,0 mm, met het blote oog niet of nauwelijks zichtbaar. Sommige soorten zijn wat groter, met een afmeting van enkele millimeters. De bekende huisstofmijt meet ongeveer 0,2 mm.
Een mijt heeft, net als de teek en de spin, acht poten. Een uitzondering hierop vormt het larvestadium van de mijt, en tot in hun volgroeide vorm, enkele  gespecialiseerde soorten.

## Voortplanting
De vrouwtjes leggen eieren. De jongen hebben in het eerste larvestadium slechts 6 poten.

## Nut en plaag
Mijten eten onder andere dode dieren, planten of rottende stoffen. Roofmijten leven vaak van andere mijten en worden wel in de kastuinbouw als plaagbestrijding ingezet. Enkele soorten veroorzaken ziekten bij mens en dier en het besmet zijn met mijten wordt acariose genoemd.

## Taxonomie
De volgende taxa worden bij de superorde ingedeeld
- Orde Sarcoptiformes
  - Onderorde Astigmata
    - Familie Acaridae
    - Familie Algophagidae Fain, 1974
    - Familie Glycyphagidae
    - Familie Hyadesiidae
    - Familie Winterschmidtiidae

  - Onderorde Endeostigmata
    - Superfamilie Alicorhagioidea
    - Superfamilie Alycoidea
    - Superfamilie Nematalycoidea
    - Superfamilie Oehserchestoidea
    - Superfamilie Terpnacaroidea

  - Onderorde Oribatida (Mosmijten)
    - = Cryptostigmata
    - Superfamilie Acaroidea
    - Superfamilie Acaronychoidea
    - Superfamilie Achipterioidea Thor, 1929
    - Superfamilie Ameroidea
    - Superfamilie Ameronothroidea Willmann, 1931
    - Superfamilie Analgoidea
    - Superfamilie Atopochthonioidea
    - Superfamilie Brachychthonioidea Thor, 1934
    - Superfamilie Canestrinioidea
    - Superfamilie Carabodoidea Dubinin, 1954
    - Superfamilie Cepheoidea
    - Superfamilie Ceratozetoidea Jacot, 1925
    - Superfamilie Collochmannioidea
    - Superfamilie Crotonioidea Thorell, 1876
      - = Nothroidea Berlese, 1896

    - Superfamilie Ctenacaroidea Grandjean, 1954
    - Superfamilie Cymbaeremaeoidea
    - Superfamilie Damaeoidea
    - Superfamilie Epilochmannioidea
    - Superfamilie Epilohmannioidea Oudemans, 1923
    - Superfamilie Eremaeoidea
    - Superfamilie Eremaeozetoidea
    - Superfamilie Eremelloidea Balogh, 1961
    - Superfamilie Eulochmannioidea
    - Superfamilie Euphthiracaroidea Jacot, 1930
    - Superfamilie Galumnoidea Jacot, 1925
      - Familie Ceratokalummidae Balogh, 1970
      - Familie Galumnidae Jacot, 1925

    - Superfamilie Glycyphagoidea
    - Superfamilie Gustavioidea Oudemans, 1900
      - = Liacaroidea Sellnick, 1928

    - Superfamilie Hemisarcoptoidea
    - Superfamilie Hermannielloidea Grandjean, 1934
    - Superfamilie Hermannioidea Sellnick, 1928
    - Superfamilie Heterochthonioidea
    - Superfamilie Histiostomatoidea
    - Superfamilie Hydrozetoidea
    - Superfamilie Hypochthonioidea
    - Superfamilie Hypoderatoidea
    - Superfamilie Licneremaeoidea Grandjean, 1931
    - Superfamilie Lohmannioidea Berlese, 1916
    - Superfamilie Microzetoidea Grandjean, 1936
    - Superfamilie Nehypochthonioidea
    - Superfamilie Neoliodoidea
    - Superfamilie Niphocepheoidea Travé, 1959
    - Superfamilie Oppioidea Grandjean, 1951
    - Superfamilie Oribatelloidea Jacot, 1925
    - Superfamilie Oripodoidea Jacot, 1925
      - = Oribatuloidea Thor, 1929

    - Superfamilie Otocepheoidea Balogh, 1961
    - Superfamilie Palaeacaroidea
    - Superfamilie Parhypochthonioidea Grandjean, 1932
    - Superfamilie Passalozetoidea Balogh, 1961
    - Superfamilie Pelopoidea Ewing, 1917
    - Superfamilie Perlohmannioidea
    - Superfamilie Phenopelopoidea Petrunkevitch, 1955
    - Superfamilie Phthiracaroidea Perty, 1841
    - Superfamilie Plateremaeoidea Trägårdh, 1931
    - Superfamilie Polypterozetoidea
    - Superfamilie Protoplophoroidea Ewing, 1917
    - Superfamilie Pterolichoidea
    - Superfamilie Sarcoptoidea
    - Superfamilie Schizoglyphoidea
    - Superfamilie Tectocepheoidea Grandjean, 1954

  - Onderorde Psoroptidia
    - Superfamilie Listrophoroidea
- Orde Trombidiformes
  - Onderorde Actinedida
    - Superfamilie Cheyletoidea Leach, 1815

  - Onderorde Prostigmata
    - Superfamilie Adamystoidea
    - Superfamilie Anystoidea
    - Superfamilie Arrenuroidea Thor, 1900
    - Superfamilie Bdelloidea
    - Superfamilie Caeculoidea
    - Superfamilie Calyptostomatoidea
    - Superfamilie Cheyletoidea
    - Superfamilie Chyzerioidea
    - Superfamilie Dolichocyboidea
    - Superfamilie Eriophyoidea
    - Superfamilie Erythraeoidea
    - Superfamilie Eupodoidea
    - Superfamilie Eylaoidea Leach, 1815
    - Superfamilie Halacaroidea Cunliffe, 1954
    - Superfamilie Heterocheyloidea
    - Superfamilie Hydrachnoidea Leach, 1815
    - Superfamilie Hydrovolzioidea Thor, 1905
    - Superfamilie Hydryphantoidea Piersig, 1896
    - Superfamilie Hygrobatoidea Koch, 1842
    - Superfamilie Labidostomatoidea
    - Superfamilie Lebertioidea Thor, 1900
    - Superfamilie Myobioidea
    - Superfamilie Paratydeoidea
    - Superfamilie Pomerantzioidea
    - Superfamilie Pterygosomatoidea
    - Superfamilie Pyemotoidea
    - Superfamilie Pygmephoroidea
    - Superfamilie Raphignathoidea
    - Superfamilie Scutacaroidea
    - Superfamilie Stygothrombidioidea Mullen & Grandjean, 1980
    - Superfamilie Tanaupodoidea
    - Superfamilie Tarsocheyloidea
    - Superfamilie Tarsonemoidea
    - Superfamilie Tetranychoidea
    - Superfamilie Trochometridioidea
    - Superfamilie Trombiculoidea
    - Superfamilie Trombidioidea
    - Superfamilie Tydeoidea

  - Onderorde Sphaerolichida
    - Superfamilie Lordalycoidea
    - Superfamilie Sphaerolichoidea

## Ziekte
Enkele mijten die ziektes kunnen veroorzaken zijn:
- de schurftmijt die in de huid leeft en jeuk veroorzaakt
- de huisstofmijt waar veel mensen allergisch voor zijn
- de oormijt bij honden en katten
- de haarfollikelmijt
- Brevipalpus phoenicis die tropische gewassen (onder andere passiebloemen) aantast
- spint die onder andere sperziebonen aantast.

## Zie ook

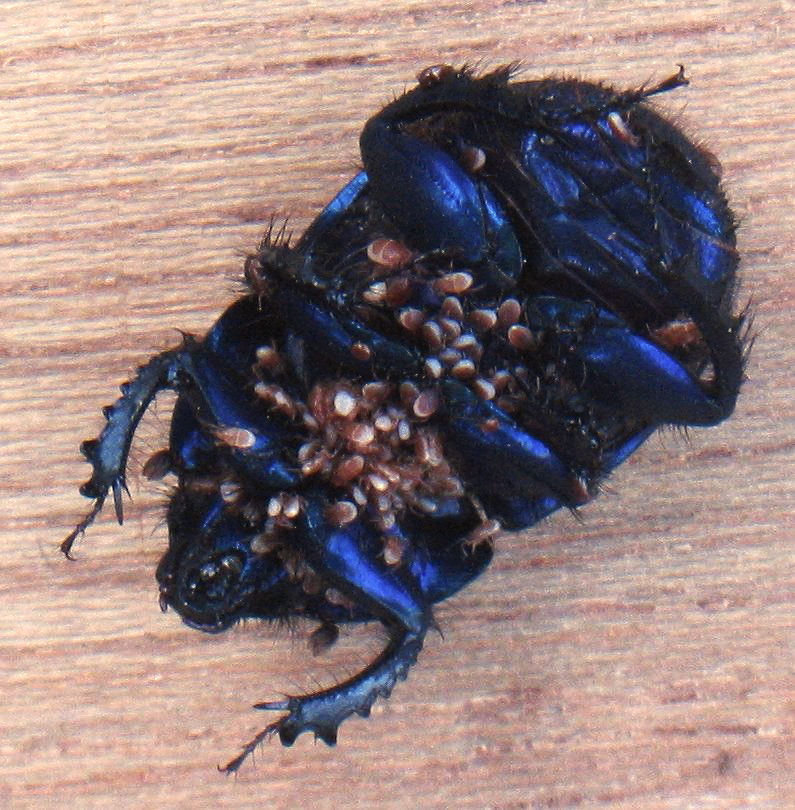
Mijten liften mee op mestkever (transport, niet parasitair).
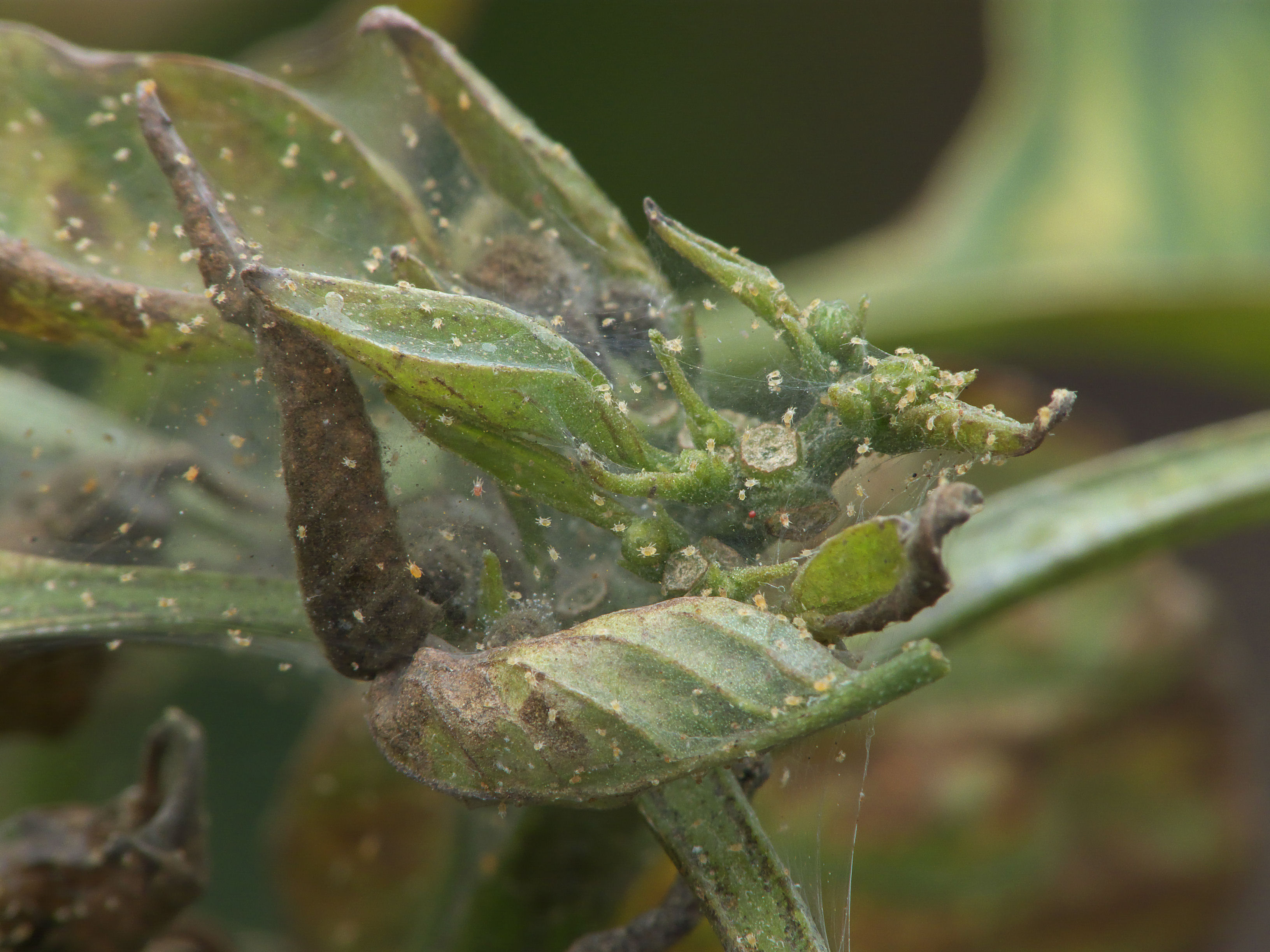
Aantasting door bonenspintmijt op paprika
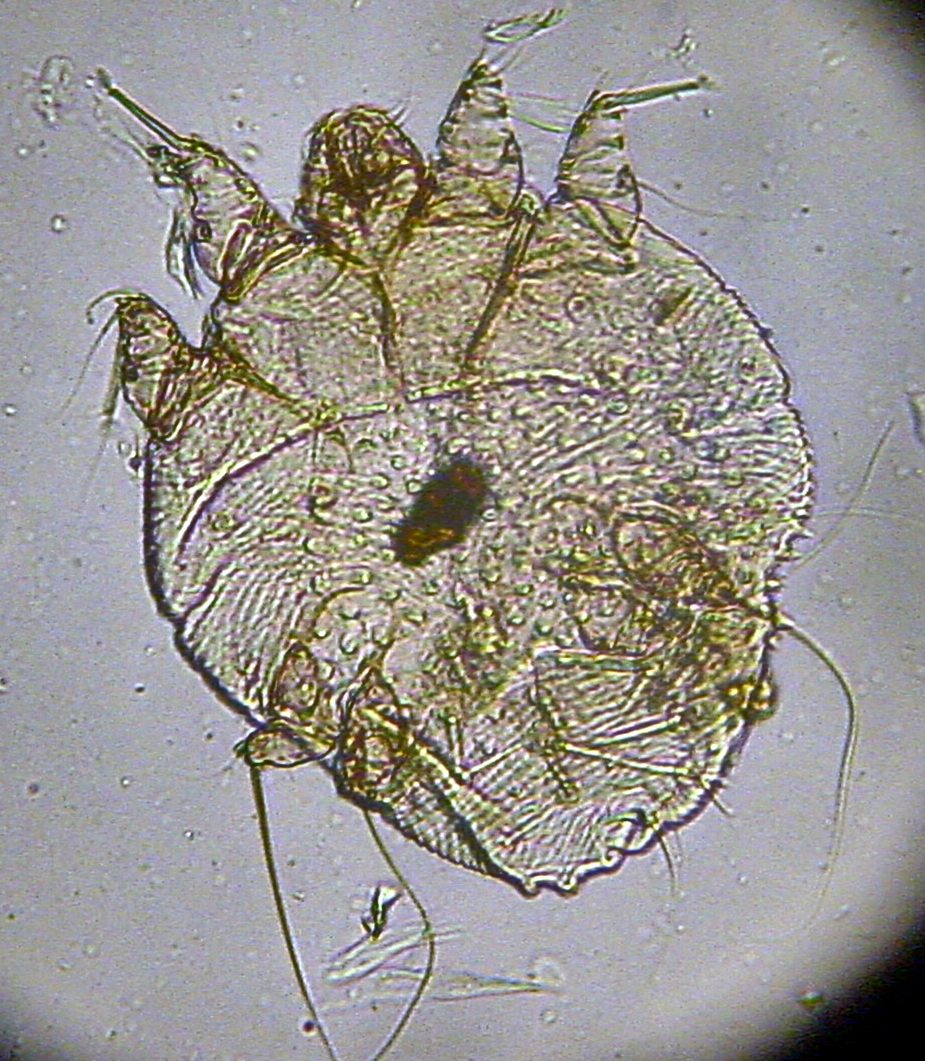
schurftmijt
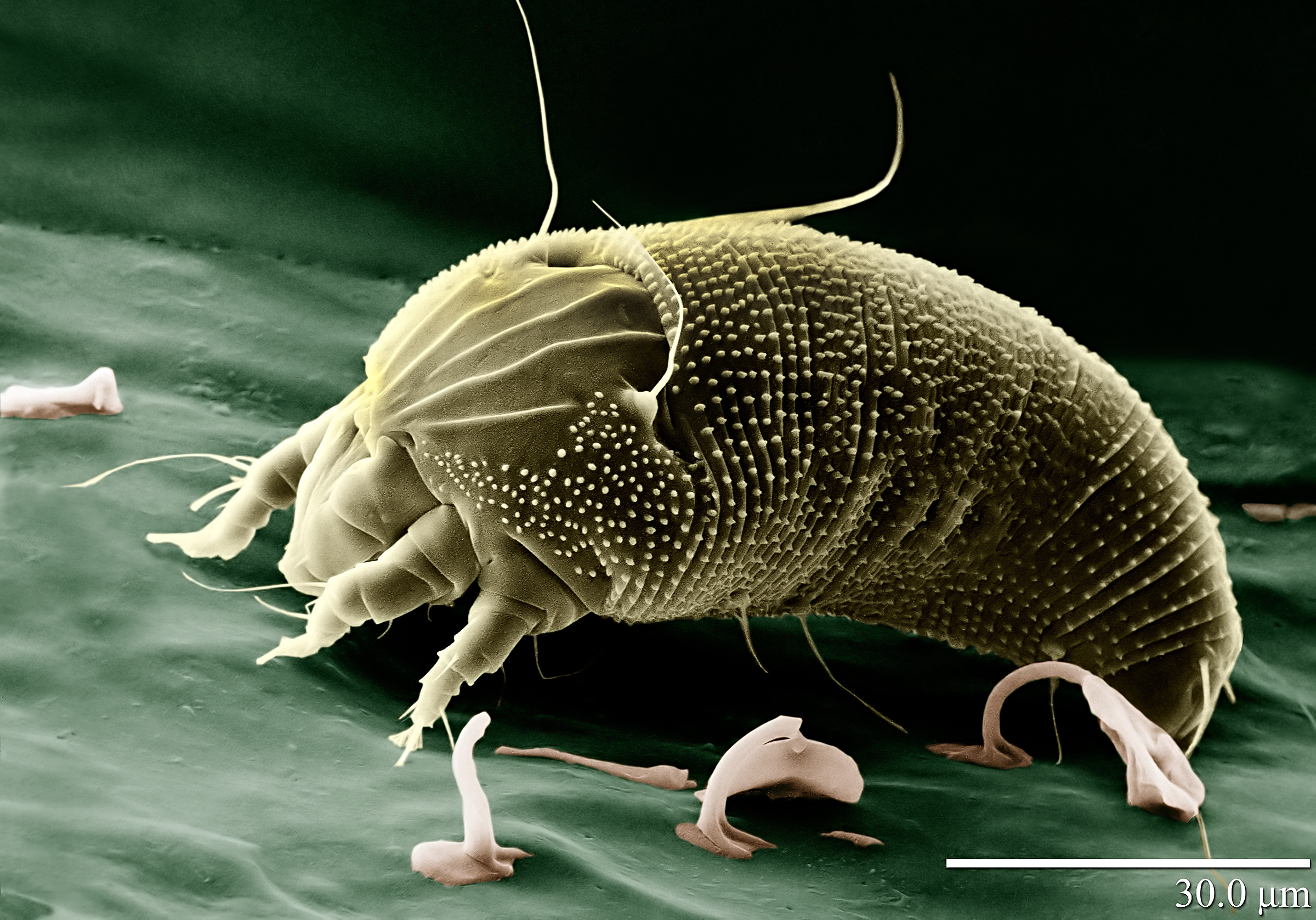
Aceria anthocoptes wordt ingezet als biologische bestrijding van de akkerdistel